# Lijak
Lijak este o arie protejată (arie specială de conservare — SAC, sit de importanță comunitară — SCI) din Slovenia întinsă pe o suprafață de 36,78 ha, integral pe uscat.

## Localizare
Centrul sitului Lijak este situat la coordonatele 45°57′41″N 13°43′13″E / 45.9613°N 13.7203°E.

## Înființare
Situl Lijak a fost declarat sit de importanță comunitară în aprilie 2004 pentru a proteja 2 specii de animale. Situl a fost protejat și ca arie specială de conservare în februarie 2012.

## Biodiversitate
Situată în ecoregiunea continentală, aria protejată conține 2 habitate naturale: Grohotișuri medio-europene calcaroase, de la nivel colinar și montan, Păduri de Quercus ilex și Quercus rotundifolia.
La baza desemnării sitului se află mai multe specii protejate de  nevertebrate (2): fluturele-tigru (Callimorpha quadripunctaria), Coenonympha oedippus.